# Melitaea badukensis
Melitaea badukensis är en fjärilsart som beskrevs av Alberti 1969. Melitaea badukensis ingår i släktet Melitaea och familjen praktfjärilar. Inga underarter finns listade i Catalogue of Life.